# Васильево (Костромская область)
Васильево — деревня в Солигаличском районе Костромской области. Входит в состав Солигаличского сельского поселения

## География
Находится в северо-западной части Костромской области на расстоянии приблизительно 25 км на север-северо-запад по прямой от города Солигалич, административного центра района.

## История
Деревня была отмечена еще на карте 1840 года. В XIX веке деревня входила сначала в Тотемский уезд Вологодской губернии, а потом в Солигаличский уезд Костромской губернии. В 1859 году здесь было отмечено 15 дворов, в 1907 году—31. До 2018 года входила в состав Васильевского сельского поселения до его упразднения.

## Население
Постоянное население составляло 87 человек (1859 год), 212 (1897), 212 (1907), 37 в 2002 году (русские 94 %), 20 в 2022.